# Tulio Luis Ramírez Padilla
Tulio Luis Ramírez Padilla (Caracas, 28 de fevereiro de 1960) é um clérigo católico romano venezuelano, foi bispo auxiliar de Caracas de  2012 até 2020. É o atual e segundo bispo diocesano de Guarenas desde 2020.

## Biografia
Ramírez Padilla concluiu os estudos de filosofia no Seminário Maior Interdiocesano de Caracas e os estudos teológicos no Seminário San Idelfonso de Toledo, onde obteve o bacharelado em Teologia Sagrada em 1984. Em 5 de agosto de 1984 foi ordenado sacerdote e incardinado na Arquidiocese de Valência na Venezuela. Obteve a licenciatura em direito canônico pela Pontifícia Universidade Gregoriana de Roma em 1996. 
Após a ordenação sacerdotal ocupou os seguintes cargos: Vice-Pároco de San Agustín em Guacara (1984-1985), pároco de Nuestra Señora de Carmen em Miranda (1985-1990), pároco de San Diego de Alcalá em San Diego (1990-1994), pároco de Nuestra Señora de Begoña em Naguanagua (1996-2007), professor do Seminário Maior (1996-2007), juiz do Tribunal Eclesiástico Arquidiocesano (1996-2012), pároco de San Agustín em Guacara (2007-2012). Desde 2001 atuava como vigário geral da Arquidiocese e moderador da Cúria.
Em 4 de abril de 2012, o Papa Bento XVI o nomeou bispo auxiliar da Arquidiocese de Caracas, com a sé titular de Ausucura. Foi ordenado bispo em 8 de julho de 2012 pelo cardeal Jorge Liberato Urosa Savino, na Catedral de Caracas; os principais co-consagradores foram Diego Rafael Padrón Sánchez, Arcebispo de Cumaná, e Reinaldo del Prette Lissot, Arcebispo de Valência na Venezuela.
Em 2020, era Presidente da Comissão Episcopal de Comunicação da Conferência Episcopal Venezuelana, diretor de programação da Rádio María Venezuela e vice-postulador da causa do Dr. José Gregorio Hernández.

Em 11 de dezembro de 2020, o Papa Francisco o transferiu para o cargo de bispo diocesano de Guarenas. A entrada na catedral ocorreu em 6 de fevereiro de 2021.